# Zanthoxylum thorncroftii
Zanthoxylum thorncroftii là một loài thực vật có hoa trong họ Cửu lý hương. Loài này được Waterm. miêu tả khoa học đầu tiên.